# Cheska García
Francesca Velasco Garcia-Kramer conocida artísticamente como Cheska García. Es una actriz y modelo filipina hija de padre español y madre filipina, considerada una de las estrellas más sensuales del momento. Su hermano es el actor Patrick García, además ella contrajo nupcias con el jugador de Baquetball, Doug Kramer el 9 de octubre de 2008 a quien conoció el 2 de octubre de 2007. Su carrera artística empezó cuando era una niña, aproximadamente en 1992 cuando su hermano Patrick ya incursionaba en la televisión como actor, pues que compartió con anfitriones en el programa Us Girls en Estudio 23 conducida por Iya Villania y Ángel Aquino. Además que ella ha estado relacionada con actores como Sharmaine Arnaiz y Bunny Paras.

## Filmografía

### Televisión
- Ang TV
- Gimik
- Encantadia
- Us Girls
- Agawin Mo Man Ang Lahat
- Ako si Kim Sam Soon
- Iisa Pa Lamang
- Carlo J. Caparas' Totoy Bato